# Рихнув-Кольонія
Рихнув-Кольонія (пол. Rychnów-Kolonia) — село в Польщі, у гміні Блізанув Каліського повіту Великопольського воєводства.
Населення — 98 осіб (2011).
У 1975-1998 роках село належало до Каліського воєводства.

## Демографія
Демографічна структура станом на 31 березня 2011 року:
|          | Загалом | Допрацездатний вік | Працездатний вік | Постпрацездатний вік |
| -------- | ------- | ------------------ | ---------------- | -------------------- |
| Чоловіки | 54      | 8                  | 37               | 9                    |
| Жінки    | 44      | 6                  | 26               | 12                   |
| Разом    | 98      | 14                 | 63               | 21                   |